# Apus Weg ins Leben: Der Unbesiegbare
Apus Weg ins Leben: Der Unbesiegbare (Bengalisch অপরাজিত, Aparājita, übersetzt: Unbesiegt) ist ein indischer Spielfilm von Satyajit Ray aus dem Jahr 1957. Er entstand nach einer Geschichte von Bibhutibhushan Bandyopadhyay. In der DDR lief der Film unter dem Titel Der Unbesiegte.

## Handlung
Ein Morgen in der Stadt Benares. Harihar arbeitet als Priester an den Ghats der Stadt. Am Abend eines Festes bekommt er Fieber. Obwohl er sich am nächsten Tag etwas besser fühlt, bricht er in den Gassen von Benares zusammen und stirbt nach ein paar Tagen an Lungenentzündung.
Nach dem Tod des Ernährers arbeiten Apu und seine Mutter als Haushaltsangestellte bei der städtischen Oberschicht. Mit dieser Familie gehen sie als Bedienstete aufs Land. Als Apu die dortige Schule sieht, möchte er diese unbedingt selbst besuchen. Er wird ein überdurchschnittlicher Schüler.
Jahre später ist er der Zweitbeste des Distrikts und bekommt vom Schuldirektor das Angebot, mit Stipendium nach Kolkata aufs College studieren zu gehen. Apus Mutter ist davon nicht begeistert, sie möchte ihren Sohn lieber den Beruf eines Priesters ausüben sehen, ebenso wie sein Vater. Apu setzt sich durch und fährt nach Kolkata. Er mietet sich in einem Zimmer in einer Druckerei ein, wo er neben dem Studium nachts arbeitet, dafür aber mietfrei wohnt. Als Folge schläft er in Vorlesungen ein.
Bei seinem ersten Besuch fragt ihn die Mutter detailliert über Kolkata aus. Bereits zwei Monate nach Apus Abreise fühlt sich seine Mutter wieder einsam und bittet ihn schnell wieder zu kommen. Apu muss ihr absagen. Auf eine Nachricht einer Bekannten, seine Mutter sei krank geworden, fährt Apu schließlich doch aufs Land. Als er ankommt, ist seine Mutter bereits tot. Apu packt all seine Sachen zusammen und verlässt den Ort Richtung Kolkata.

## Hintergrund
Der Film ist der zweite Teil der Apu-Trilogie von Satyajit Ray. Er war bei der westlichen Filmkritik, diesmal beim Filmfestival in Venedig, erneut erfolgreich. Im Stil des Neorealismus stellt er die sich herausbildende Selbständigkeit Apus in den Mittelpunkt. Seine Familie hört auf zu existieren.

## Kritiken
„Zweiter Film der Trilogie von Satyajit Ray, deutlicher als der erste Teil am Vorbild des italienischen Neoverismus orientiert. Menschlich eindringlich und formal vorzüglich.“

## Auszeichnungen
- Goldener Löwe der Filmfestspiele von Venedig, 1957
- FIPRESCI-Preis, London, 1957
- Critics’ Award for Best Film and Direction, San Francisco International Film Festival, 1958
- Golden Laurel for Best Foreign Film 1958-9 USA
- Selznick Golden Laurel, Berlin, 1960
- Bodil Award in der Kategorie Best Non-European Film, Dänemark, 1967